# Amor violento
«Amor violento» es una canción de Ximena Abarca, escrita por Ximena Abarca y producida por Juan Andrés Ossandón. Esta fue lanzada en Chile como el segundo sencillo del álbum Punto de Partida durante el tercer cuarto del año 2004.

## Video musical
El video musical de "Amor violento" fue dirigido por Caco Kreutzberger. Este fue el primer video musical de Ximena Abarca, y guarda una gran similitud con los videos musicales de la versión Internacional y de la versión estadounidense de "Overprotected" de Britney Spears.
El video comienza con una rutina de baile de Abarca con un grupo, entonces son interpuestas escenas de la intérprete en un conducto, y sobre un sofá, cantando a la cámara. El video finaliza con una rutina de baile bajo una pequeña "lluvia de agua".

## Rendimiento en las listas musicales
En Chile, el sencillo ingresó en la posición número veinte el 31 de julio de 2004, alcanzó su pico en el número dieciséis dos semana después, donde permaneció durante dos semanas consecutivas, y estuvo un corto período de cuatro semanas en la lista musical. A la fecha, es el sencillo de Ximena Abarca con más semanas en la lista en el país.

## Listas musicales
| País    | Lista musical  | Primera semana | Posición de ingreso | Posición pico | Semanas en el pico | Semanas en la lista | Última semana |
| ------- | -------------- | -------------- | ------------------- | ------------- | ------------------ | ------------------- | ------------- |
| América |                |                |                     |               |                    |                     |               |
| Chile   | Top 20 Singles | 31-07-2004     | 20                  | 16            | 2                  | 4                   | 11-09-2004    |